# Most kolejowy w Nowym Sączu
Most kolejowy w Nowym Sączu – nieistniejący most kolejowy przez rzekę Dunajec na trasie linii kolejowej nr 104.

## Historia
Przeprawa o stalowej konstrukcji kratownicowej została oddana do użytku w 1884, na trasie Galicyjskiej Kolei Transwersalnej. 18 stycznia 1945 most został wysadzony przez wycofujące się z Nowego Sącza wojska niemieckie. Został odbudowany w 1947. Regularny ruch pasażerski na linii został zawieszony w 2004, a towarowy w 2000. Zgodnie z planami modernizacji linii kolejowej nr 104 most został zburzony w końcu 2024, a w jego miejsce trwa obecnie budowa nowej przeprawy której zakończenie przewidziano na drugą połowę 2025. Prace konstrukcyjno-budowlane realizuje konsorcjum firm Torpol oraz Intop Warszawa. 

### Dane techniczne
Konstrukcja pierwotnego dziewięcioprzęsłowego mostu liczyła 318 metrów długości i posiadała 9 przęseł.
Nowy most o konstrukcji żelbetowej, ma być oparty na sprężonych belkach i podwieszony na stalowym łuku. Rozpiętość przęsła nurtowego ma mieć długość 120 metrów.